# 10 Hygiea
A 10 Hygiea kisbolygó egy C típusú, szenes kondritokhoz hasonló színképű kisbolygó. Tekintélyes mérete okán (450–500 km) az első 10 kisbolygó között foglal helyet. Annibale de Gasparis nápolyi csillagász fedezte fel 1849. április 12-én.

## Mérete, pályája és helye a kisbolygók körében

Az elsőként felfedezett 10 kisbolygó a Föld és a Hold előtt elhelyezve, jobb szélen a Hygiea

A Hygiea a negyedik legnagyobb méretű és tömegű kisbolygó. Pályasíkja viszonylag közel esik az ekliptikához, a pálya excentricitása 0,12. Rendkívül alacsony a tengely körüli forgási sebessége: 27,6 óra. A Hygiea a dinamikai Hygiea kisbolygó-család legnagyobb tagja. Pályájának félnagytengelye 2,82 CsE. Alakja kissé lapult ellipszoid, 444±35 km átmérővel.

## Jellemző fizikai adatai
Felszínét a szenes kondritokéra emlékeztető spektrumú anyag borítja. Nemcsak a szenes kondritokéra jellemző színképet, hanem a vizes átalakulás nyomán keletkezett ásványokat is azonosítani tudták a színképében. A legnagyobb tömegű a C-típusú kisbolygók között. Az égitest átlagsűrűsége a Jupiter és a Szaturnusz jeges holdjaiéhoz áll közel.

## Külső hivatkozások
- A fénygörbéje alapján becsült alakja Archiválva 2011. június 29-i dátummal a Wayback Machine-ben
- A Hygiea pályája
- Asteroid Database—Detailed View—10 Hygiea[halott link]
- Kisbolygó adatbázisban a Hygiea